# كينغدوم فورس
كينغدوم فورس (بالإنجليزية: Kingdom Force)‏ سلسل من إنتاج سي بي سي كيدز وراديو كندا عرض للمرة الأولى في 7 ديسمبر 2019 وانتهى في 9 سبتمبر 2020.

## قصة
يقود هذا الفريق الذئب الجريء لوكاس الحيوانات البطولية مجهزة بأحدث جيل من المركبات: بفضل روبوت الإنقاذ العملاق ، ألفا ميكس تمكن الأبطال الخمسة من القتال ككيان واحد ، لمواجهة الكوارث البيئية والعناية بها ممالك التي ينتمون إليها ، ومكافحة الكوارث البيئية والاعتناء بالطبيعة.
يتكون عالم قوة المملكة في الواقع من 5 ممالك متميزمملكة السهول ، أرض عشبية واسعة يسكنها الماكرون ، مملكة الوادي ، صحراء صخرية يسكنها الغرير ، مملكة الجليد تقع في الشمال وتحتلها الدببة ، مملكة الغابة ، الغابات المطيرة القرد المعقدة ، ه مملكة الغابة ، المكان الأخضر والترف حيث تعيش الذئاب. ثم هناك ملف مدينة أنوبوليس ، انتصار حقيقي للتكنولوجيا والهندسة المعمارية: هنا ، في البرج الرئيسي ، يوجد قلب كينغدوم فورس ، حيث تتجمع الحيوانات لتحسين حياة جميع سكان الممالك. في الطابق العلوي من المبنى يوجد المقر الرئيسي ، حيث يجتمع قادة الممالك الخمس لمناقشة مصير عالمهم.

## طاقم العمل
- بوبي كناوف بدور لوكا[2]
- تايلر ناثان بدور جاباري[3]
- دوين هيل بدور نورفين[4] ود. صابر[5]
- جولي سايب بدور دليلة[6]
- مارك إدواردز بدور تي جيه[7] وغونتر[8] وجوستاف[9]
- جين سبنس بدور ضرس[10]
- كاتي غريفين بدور ليبرتي[11]
- روب تينكلر بدور الملك القط[12]
- براد ادامسون بدور الأستاذ دنبيت[13]
- وايت وهيت بدور هوفر[14]
- كالوم شونيكر بدور بوبا[15]
- شارلوت تافاريس بدور بيكا[16]
- كريستيان دال دوسو بدور دييغو[17]
- داني سميث الثاني بدور ماكس فولوم [18]
- إيثان تافاريس بدور ارتي[19]
- جيف لومبي بدور قشري ميت[20] وعمدة هونيكلو[21]
- جوزيت خورخي بدور فونبت[22]
- ميغان فاهلينبوك بدور متنس[23]
- ميكايلا مار بدور ديزي[24]
- نيكي بيرك بدور إنفي[25]
- سامانثا وينشتاين بدور جالوبي[26]

## وصلات خارجية
- الموقع الرسمي
- كينغدوم فورس على موقع IMDb (الإنجليزية)
- كينغدوم فورس على موقع كينوبويسك (الروسية)
- كينغدوم فورس على موقع قاعدة بيانات الفيلم (الإنجليزية)